# Ngũ nguyệt chi luyến
Tình yêu tháng Năm hay Ngũ nguyệt chi luyến (tiếng Trung: 五月之戀; bính âm: Wǔyuè Zhīliàn) là một bộ phim điện ảnh lãng mạn Đài Loan năm 2004 do Từ Tiểu Minh đạo diễn với sự tham gia của Trần Bách Lâm và Lưu Diệc Phi.

## Nội dung
Triệu Tuyên (Lưu Diệc Phi) vốn là một sinh viên của học viện nhạc kịch Cáp Nhĩ Tân, Đại lục và là fan cuồng nhiệt của ban nhạc alternative rock Đài Loan Ngũ Nguyệt Thiên (Mayday). Một ngày nọ, cô tìm đến Đài Loan để gặp A Lỗi (Trần Bách Lâm) – chàng quản lý website của nhóm Ngũ Nguyệt Thiên - và nằng nặc đòi anh đưa đến Tam Nghĩa ngắm hoa tuyết tháng 5. Trong hành trình đến Tam Nghĩa, Tuyên Tuyên và A Lỗi đã nảy sinh tình cảm với nhau. Cho dù cả hai chẳng biết gì về đối phương, về những bí mật mà họ đang giấu kín. Rằng Tuyên Tuyên đến Tam Nghĩa để tìm lại nơi ở năm xưa của ông nội, rằng A Lỗi bấy lâu nay giả danh A Tín - thành viên ban nhạc Ngũ Nguyệt Thiên trả lời thư của nguời hâm mộ. Cùng nhau vượt quá khó khăn, biến cố trên đường đi, một tình yêu thật trong sáng, tinh khôi và vẹn nguyên đã nảy nở trong họ.

## Diễn viên
- Lưu Diệc Phi vai Triệu Tuyên
- Trần Bách Lâm vai A Lỗi
- Ban nhạc Ngũ Nguyệt Thiên

## Giải thưởng
| Giải thưởng                                            | Hạng mục                          | Đề cử         | Kết quả |
| ------------------------------------------------------ | --------------------------------- | ------------- | ------- |
| Giải thưởng Truyền thông Điện ảnh Trung Quốc lần thứ 5 | Nam diễn viên chính xuất sắc nhất | Trần Bách Lâm | Đề cử   |